# Dendrolycosa
Genre
Synonymes
- Campostichommides Strand, 1911
- Dianpisaura Zhang, Zhu & Song, 2004

Dendrolycosa est un genre d'araignées aranéomorphes de la famille des Pisauridae.

## Distribution
Les espèces de ce genre se rencontrent en Asie, en Océanie et en Afrique subsaharienne.

## Liste des espèces
Selon World Spider Catalog (version 24.5, 29/10/2023) :
- Dendrolycosa bairdi Jäger, 2011
- Dendrolycosa bobbiliensis (Reddy & Patel, 1993)
- Dendrolycosa cruciata (Roewer, 1955)
- Dendrolycosa duckitti Jäger, 2011
- Dendrolycosa fusca Doleschall, 1859
- Dendrolycosa gitae (Tikader, 1970)
- Dendrolycosa icadia (L. Koch, 1876)
- Dendrolycosa kakadu Raven & Hebron, 2018
- Dendrolycosa lepida (Thorell, 1890)
- Dendrolycosa ornata (Berland, 1924)
- Dendrolycosa parangbusta (Barrion & Litsinger, 1995)
- Dendrolycosa putiana (Barrion & Litsinger, 1995)
- Dendrolycosa robusta (Thorell, 1895)
- Dendrolycosa rossi Silva & Griswold, 2013
- Dendrolycosa sahyadriensis Sudhin, Sen & Jäger, 2023
- Dendrolycosa sierwaldae Jäger, 2011
- Dendrolycosa songi (Zhang, 2000)
- Dendrolycosa yuka Jäger, 2011

## Systématique et taxinomie
Ce genre a été décrit par Doleschall en 1859.
Campostichommides et Dianpisaura ont été placés en synonymie par Jäger en 2011.

## Publication originale
- Doleschall, 1859 : « Tweede Bijdrage tot de Kenntis der Arachniden van den Indischen Archipel. » Acta Societatis Scientiarum Indo-Neerlandicae, vol. 5, p. 1-60 (texte intégral).